# Atractylodes koreana
Atractylodes koreana là một loài thực vật có hoa trong họ Cúc. Loài này được (Nakai) Kitam. mô tả khoa học đầu tiên năm 1935.